# Godfried Röell
Godfried Leonard (Godfried) Röell (Utrecht, 5 april 1908 - Zeist, 17 maart 1934) was een Nederlands roeier. Hij vertegenwoordigde Nederland eenmaal op de Olympische Spelen, maar won bij die gelegenheid geen medaille.
Hij maakte op 24-jarige leeftijd zijn olympisch debuut op de Olympische Spelen van 1932 in Los Angeles. Hij nam met zijn roeipartner Pieter Roelofsen deel aan het roeionderdeel twee zonder stuurman. De roeiwedstrijden vonden plaats op een speciaal geconstrueerde baan van 2000 m in Long Beach. De Nederlandse ploeg werd in de eliminaties derde in 7.51,8 en plaatste zich via de herkansing met een tijd van 8.10,0 in de finale. In de finale behaalde het tweetal een vierde plaats met een tijd van 8.08,4.
Röell was aangesloten bij studentenroeivereniging Triton in Utrecht. Van beroep was hij semiarts. Hij kwam op 25-jarige leeftijd in Zeist om het leven door een motorongeluk.

## Palmares

### roeien (twee zonder stuurman)
- 1931:  EK in Parijs
- 1932: 4e OS - 8.08,4

Godfried Röell · 
Pieter Roelofsen